# Pedrengo
Pedrengo är en ort och kommun i provinsen Bergamo i regionen Lombardiet i Italien. Kommunen hade 6 022 invånare (2018).